# مايك آدم
مايك آدم هو لاعب كرلنغ كندي، ولد في 3 يونيو 1981 في مدينة لابردور ‏ في كندا.

## وصلات خارجية
- مايك آدم على موقع الاتحاد الدولي للكرلنغ (الإنجليزية)
- مايك آدم على موقع أوليمبيديا (الإنجليزية)